# Droit collaboratif
Le droit collaboratif est un mode alternatif de résolution des conflits initié aux États-Unis dans les années 1990 par l'avocat Stuart Webb qui a défini une méthodologie propre excluant le recours au tribunal et basée sur la recherche de l'entente des parties. Depuis, les attentes individuelles de notre société actuelle ainsi que des critères économiques ont fait évoluer la justice vers des modes participatifs. Cette méthode va redonner une dimension humaine, recentrée sur l'individu, ses besoins et intérêts, plutôt que sur une interprétation rigide de la loi sur laquelle les personnes concernées  n'ont  pas prise.  
Le succès du processus collaboratif repose notamment sur l'assistance des avocats et la participation active des personnes concernées alliée à la volonté de parvenir à un accord mutuellement satisfaisant en évitant tout procès. Ceci implique que les professionnels spécialement formés à cette méthode encadrée de négociation se retirent en cas d'échec. Cette obligation, tout comme la confidentialité est une force pour négocier de façon transparente . 
Le droit collaboratif nécessite de la part des avocats un savoir faire et un savoir être spécifique  passant par un apprentissage et une formation continue.  

## Histoire
Le droit collaboratif est né aux États-Unis au début des années 1990 sous l'impulsion de Stuart Webb, avocat du Minnesota convaincu que lors d'un litige il était plus avantageux de négocier que de s'affronter. Ainsi, il a mis au point avec d'autres avocats le processus de droit collaboratif (Collaborative Law) permettant une négociation plus aboutie tout en évitant le recours au tribunal (si ce n'est pour l'homologation finale des accords). Cette alternative s'est développée d'abord aux USA pour ensuite s'étendre à travers le monde. 
L'IACP (International Academy of Collaborative Professionals) est la première association internationale de droit collaboratif dans le monde. Celle-ci a mis en place des standards de qualification des formateurs spécialisées dans les techniques requises pour la mise en œuvre de la pratique.
Le phénomène du droit collaboratif s'est développé en France à partir de 2007.En 2009, l’ AFPDC (Association Française des Praticiens du Droit Collaboratif) a été fondée afin de regrouper l’ensemble des praticiens formés, et de présenter le droit collaboratif en France. Membre de l’IACP, l’association propose en outre des formations au droit collaboratif dispensées par des avocats praticiens français. 
En 2011, l'ADPCI (Association des Professionnels Collaboratifs Interrégionale) a été créée à la suite de la 1re conférence européenne de droit collaboratif qui s'est tenue à Lille le 9 septembre 2011 sous l'égide du Barreau de Lille. Son but était de présenter le droit collaboratif et la nouvelle loi française sur la procédure participative qui s'en inspire seulement. Cette conférence a rassemblé plus de 20 intervenants venus d'Europe et des États-Unis entraînant chez les psychologues et avocats invités la vocation de promouvoir le droit collaboratif en France et d'avoir un référent par région. L'ADPCI est une association pleinement indépendante dont le siège est à Paris. Sa particularité est d'avoir souhaité dès le début élargir le droit collaboratif à d'autres matières que le droit de la famille. Elle met en place des formations avec des binômes de formateurs (avocats et/ou psys notamment) spécialement formés dans le respect des standards internationaux du droit collaboratif. L'ADPCI exige que les professionnels qu'elle désigne aient suivi les 2 modules de formation (basic et advanced training équivalents à 4 jours au minimum) pour prétendre à la qualification. 

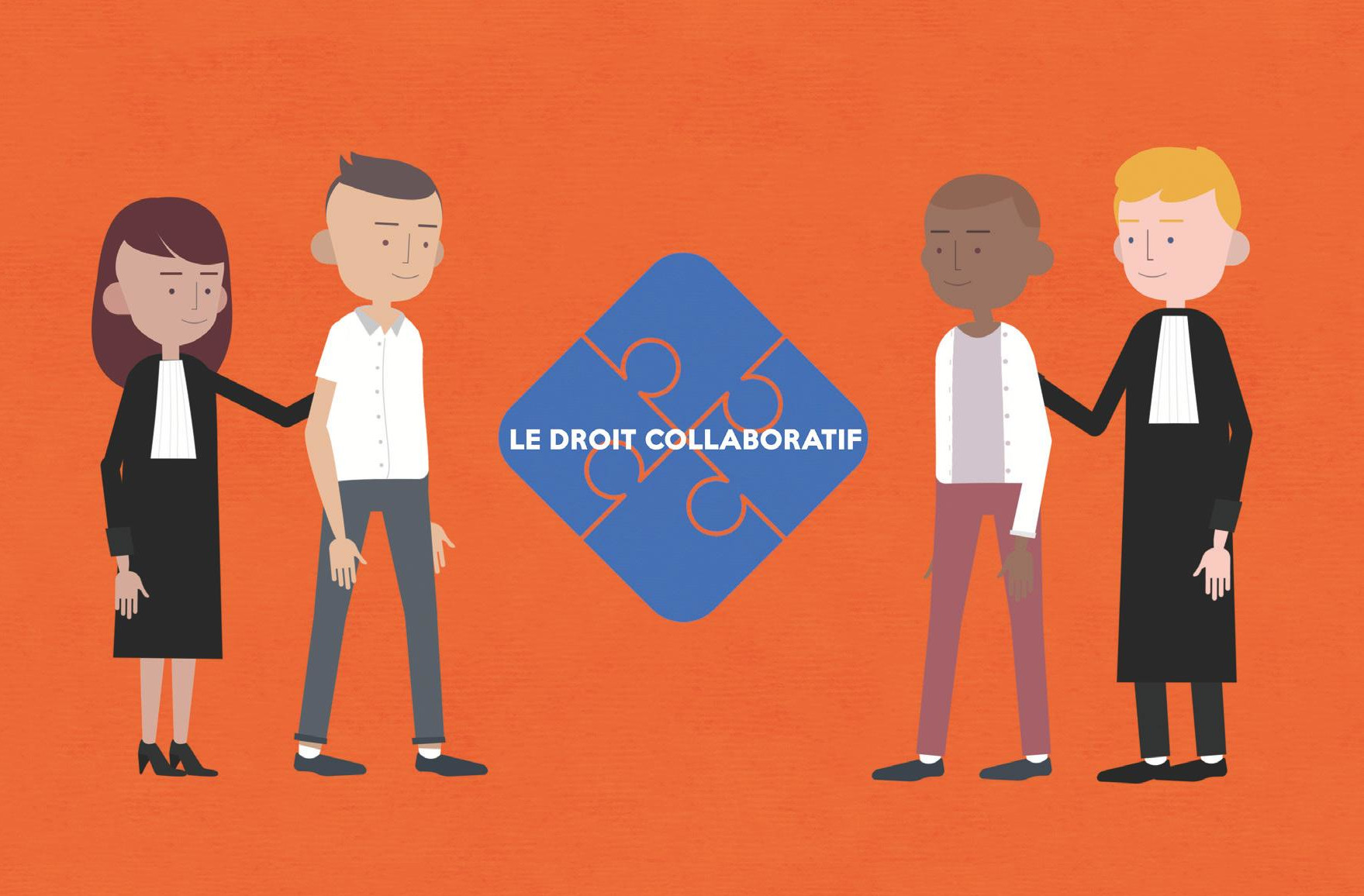
https://www.droitcollaboratif.be/ Le flyer du barreau de Bruxelles.

En Belgique, le droit collaboratif a été introduit par le barreau depuis 2006. Ses principes ont été intégrés dans la déontologie des avocats dès 2007 par l’Ordre français des avocats du barreau de Bruxelles et, dès 2009, par l’Ordre des Barreaux Francophones et Germanophone (OBFG, actuellement dénommé AVOCATS.BE).
Cette manière innovante d’introduire le droit collaboratif, via les ordres professionnels, a permis de donner au processus une grande légitimité.
Dès 2008, le barreau a dispensé des formations en Belgique, répondant aux critères de l’IACP.
Un projet de loi, présenté par les barreaux, a débouché sur la reconnaissance légale du droit collaboratif, par la loi du 18 juin 2018. Le processus collaboratif a ainsi fait son entrée dans la huitième partie du Code judiciaire  belge (articles 1738 à 1747).
Les principes du droit collaboratif, très largement inspirés de ceux posés par l’IACP, ont été consacrés par la loi (la bonne foi, la transparence, la loyauté, la confidentialité, l’exclusion du conflit d’intérêts…), en ce compris le retrait de l’avocat en cas d’échec du processus. La suspension de la prescription, pendant le cours du processus, a également été prévue par la loi belge. La signature d’un avenant au protocole de droit collaboratif a aussi été prévue par la loi, lors de l’intervention de tiers spécialisés dans le processus.
Depuis le 1er janvier 2019, les avocats sont tenus d’informer leurs clients quant aux modes alternatifs (article 444 du Code judiciaire) et de privilégier les accords amiables avant l’introduction d’une procédure. Cette obligation légale a modifié le paradigme : la procédure est devenue, par la loi du 18 juin 2018, « une voie secondaire ».
La loi belge a maintenu la compétence des barreaux en matière d’agrément et de critères de formation en droit collaboratif.  Une commission paritaire commune (composée de membres des barreaux francophones, germanophones et néerlandophones) a défini, en janvier 2020, les critères de formation et d’agrément de l’avocat collaboratif, en se basant essentiellement sur ceux qui avaient été adoptés précédemment par l’OBFG, en ce compris pour le programme de la formation.
La formation de base comprend 4 jours de formation de 30 heures minimum (deux fois 2 jours de 15 heures avec un maximum de 18 mois entre les deux modules de deux jours). Une obligation de formation continue de 6 heures tous les deux ans a également été instituée.
La charte pour les avocats collaboratifs ainsi que les modèles de protocole de droit collaboratif en matière familiale et en matière civile et commerciale sont disponibles sur le site de l’ordre des barreaux francophones et germanophone
En Suisse Romande le mouvement de droit collaboratif est né en 2009. Ces juristes ont acquis une expertise complémentaire à leurs compétences traditionnelles et adhèrent par ailleurs à une charte spécifique.
Praticiens et parties travaillent en équipe selon les principes de la méthode, étant entendu que d'autres professionnels sensibilisés au processus peuvent, si besoin, être amenés à y prendre part. Quant au public,en cas de conflit, il a de plus en plus recours à des méthodes participatives à commencer par la médiation.En effet, certains barreaux encouragent tous les modes alternatifs de règlement des litiges et inscrivent désormais l’exigence d’une prise en considération en tout temps de ces moyens. 

## Application et limites
Le droit collaboratif s'est dans un premier temps intéressé au champ familial, domaine dans lequel les conflits ont des implications particulièrement émotionnelles. Cependant, ce mode de résolution s'applique aussi bien au domaine commercial, de l'entreprise, etc. Le processus est particulièrement adapté aux contextes dans lesquels il est impératif ou souhaitable de maintenir un lien au-delà du différend (relations sociales, familiales ou commerciales).
Dans tous les cas, recourir au droit collaboratif requiert un état d’esprit coopératif avec la volonté de s'entendre afin d'établir un dialogue sincère et constructif. En outre, la flexibilité est de mise pour trouver une solution qui sera choisie de concert. Les avocats déterminent si cette démarche s'avère possible et si elle est adaptée à la situation. En pareilles circonstances, ses avantages sont nombreux : point de tactiques ni de climat conflictuel tout en garantissant le respect des droits de chacun. Par ailleurs, le recours au droit collaboratif permet d’éviter la multiplication des audiences : la procédure, plus courte, est aussi moins coûteuse.
Le droit collaboratif connaît de plus en plus de succès : il a convaincu de nombreux praticiens et clients à travers le monde en raison de son grand taux de réussite. En fonction des études, on estime le taux de satisfaction dans une fourchette allant de 85 % à 95 %.
Pourtant, il est à relever que si le niveau du conflit tend au paroxysme cette solution n'est pas envisageable. De même, si pour quelque raison, la volonté ou la possibilité d'assumer une forte implication personnelle vient à faillir le processus même consenti, risque d'échouer. Or, le fait qu'il n'y ait obligatoirement pas de procédure en cours (ou que celle-ci ait été suspendue) ainsi que l'imposition faite aux avocats de ne plus assister leurs clients en phase judiciaire garantit la mobilisation de tous les acteurs pour aboutir à un accord global. "Chacun a intérêt à faire en sorte que le processus fonctionne : les avocats pour ne pas perdre leur dossier, les justiciables pour éviter de tout avoir à recommencer avec un autre conseil".

## Pratique
Le droit collaboratif repose sur plusieurs principes fondateurs, : 
- Le travail d'équipe
- La loyauté, la bonne foi, la transparence
- La confidentialité renforcée
  - Afin de permettre aux parties de s'exprimer pleinement, les avocats collaboratifs, s'engagent à garantir cette confidentialité.
- Retrait des deux avocats en cas d’échec ou de non-respect des engagements
  - C'est la clef de voûte de l'édifice collaboratif. Les parties s'ouvriront avec confiance si elles ont l'assurance que l'avocat de l'autre ne sera pas celui qui pourra plaider et faire valoir des arguments devant les tribunaux.

Si les justiciables font le choix d’un processus collaboratif, ils devront s’adresser à des avocats spécifiquement formés et reconnus par l’IACP. En effet, le droit collaboratif fait appel à des techniques particulières de gestion des conflits, d'écoute et de négociation.
Dès lors, les praticiens se  chargeront  d'organiser des rendez-vous à quatre, dans le cadre protégé du droit collaboratif dont ils sont garants. Ces réunions de travail en équipe visent à permettre de parvenir à un accord mutuellement satisfaisant. Dans ce but, il est possible de requérir la participation de tiers (médiateur, expert-comptable, expert financier, notaire, psychologue.. ).  
À la fin du processus l'accord fera l'objet d'une convention écrite qui, le cas échéant, pourra être présentée à un juge pour homologation.

## Étapes du processus collaboratif
Globalement, le processus se structure de la manière suivante, :
1.	 Première rencontre avec le client (explication des modes amiables en ce compris du processus collaboratif)
2.	 Prise de contact avec l’autre conseil de droit collaboratif pour la confirmation de l'entame du processus
3.	 Entretien préparatoire avec le client en vue de la première rencontre plénière avocats/parties
4.	 Entretien préalable entre conseils collaboratifs en vue de préparer le déroulement pratique de la première rencontre plénière
5.	 Première rencontre plénière parties/avocats collaboratifs et signature du protocole de participation au droit collaboratif 
6.	 Rencontres subséquentes plénières et entretiens subséquents client-avocat 
7.	 Rédaction de l'accord (provisoire, définitif, partiel ou complet) 
Le processus se structure vers le règlement global. Ainsi, la progression s’articule en fonction des points à résoudre.
Les étapes traitent toutes les questions conflictuelles en vue de dégager un accord acceptable pour chacune des parties "de manière juridiquement fondée et juste.
Lors de l’accord global, certains avocats reprennent les options acceptables ou satisfaisantes proposées pour chaque sujet traité afin de les réévaluer et les valider. 
L’élaboration de l’accord se fait conjointement en réunion plénière. Les avocats veillent aux possibles risques ou difficultés futures et s’assurent du consentement des parties avant de rédiger le document légal (convention, transaction, accord) constituant l’aboutissement du processus collaboratif.

## Rôle des avocats
Pour entamer un processus de droit collaboratif, chaque partie devra faire choix d'un avocat formé à cette technique. 
L'avocat conseille et assiste son client dans la recherche d'une solution consensuelle. Il exerce un rôle de conseiller juridique mais il va aussi aider son client à identifier et à rencontrer ses enjeux, ses besoins et ses objectifs prioritaires . Tout au long du processus l'avocat soutient son client dans la négociation en utilisant en particulier des techniques de la négociation raisonnée, par opposition à la négociation sur positions. Les professionnels sont les garants du processus qu'ils gèrent selon les règles déontologiques propres au droit collaboratif tout en assurant le respect des conditions du contrat de participation établi entre toutes les parties prenantes.
Les avocats vérifient le consentement éclairé des parties pour chaque décision qui les engage mais aussi la viabilité de l'accord dont ils garantissent la validité juridique.
Le droit collaboratif déploie un processus de coconstruction où les parties sont remises au centre de la négociation  de sorte qu'elles ont un rôle très actif dans la solution dégagée.

## Ouvrages
- Anne-Marie Boudart, Droit collaboratif : un tournant dans le métier d'avocat, Bruxelles, Larcier, 2018, 493 p. (ISBN 978-2-8044-9237-3, présentation en ligne).
- Charlotte Butrulle-Cardew, « Le droit collaboratif », dans Le guide des modes amiables de résolution des différends, Dalloz, 10 mai 2017, 837 p.
- Geneviève Cedile, Gérard Lopez et Dominique Labadie, « Les modes alternatifs de résolution des conflits, le droit collaboratif », dans L'aide-mémoire de l'expertise civile psychiatrique et psychologique en 30 fiches, Dunod, 6 mars 2013, 256 p.
- P.H.TESLER, "Collaborative Law",  American Bar Association (2001 - seconde édition en 2008)
- Jean-Luc Rivoire et Lorraine Bertagna,, « Conflits familiaux et droit collaboratif : un espace sécurisé de négociation », Étvdes,‎ 1er avril 2014, p. 144 (présentation en ligne)